# Hellersdorf (metrostation)
Hellersdorf is een station van de metro van Berlijn, gelegen in het centrum van het gelijknamige stadsdeel, waar zich onder andere het raadhuis van het district Marzahn-Hellersdorf bevindt. Het metrostation werd geopend op 1 juli 1989 als onderdeel van het enige grote metroproject in Oost-Berlijn: de verlenging van lijn E, tegenwoordig U5, naar de grootschalige nieuwbouwgebieden (Plattenbau) in het uiterste oosten van de stad. In Hellersdorf verrezen in de tachtiger jaren woningen voor zo'n 75.000 mensen. Aanvankelijk was de naam Hellersdorf voorzien voor het metrostation dat nu Cottbusser Platz heet, station Hellersdorf werd de planningsfase Kastanienallee genoemd, hoewel deze straat een paar honderd meter westelijker ligt.
Zoals alle stations op het oostelijke deel van de U5 ligt Hellersdorf bovengronds en min of meer op maaiveldniveau, hoewel de straten in de omgeving verhoogd zijn aangelegd. Ten zuiden van het station bevindt zich een groenstrook, die tussen de stations Cottbusser Platz en Louis-Lewin-Straße parallel aan de metrolijn loopt. Het overdekte eilandperron is te bereiken via een voetgangersbrug aan de oostzijde en betonnen toegangsgebouwen aan de Riesaer Straße, die de sporen aan de westkant van het station kruist. Hier bestaan tevens rechtstreekse uitgangen naar de perrons van de twee tramlijnen over de Stendaler/Riesaer Straße. Ten behoeve van mindervaliden is er een hellingbaan aanwezig. Zoals alle stations aan de in de jaren 1988-89 geopende verlenging van de U5 kreeg Hellersdorf een functioneel standaarduiterlijk zonder opsmuk van het Entwurfs- und Vermessungsbetrieb der Deutschen Reichsbahn ("Ontwerp- en Kadasterdienst van de DR").